# Fonction centrale sur un groupe fini
En mathématiques, et plus précisément en théorie des groupes, une fonction centrale sur un groupe fini est un exemple de fonction centrale sur un groupe : c'est une application définie sur un groupe fini et centrale, c'est-à-dire constante sur chaque classe de conjugaison.
Les fonctions centrales possèdent un rôle particulier dans le cadre de la théorie des représentations d'un groupe fini. Si, par exemple, le corps K est de caractéristique nulle et algébriquement clos (comme le corps des complexes), alors l'espace vectoriel des fonctions centrales à valeurs dans K peut être muni d'une forme bilinéaire symétrique pour laquelle les caractères irréductibles forment une base orthonormale, et une représentation est entièrement déterminée (à équivalence près) par les coordonnées de son caractère dans cette base.

## Définition et exemples

### Définition
Soit G un groupe (fini ou pas). Une application définie sur G est une fonction centrale si elle est constante sur chaque classe de conjugaison.

### Exemples
- Sur tout groupe de torsion G (en particulier sur tout groupe fini), la fonction qui à tout élément de G associe le nombre de ses conjugués est centrale.
- Tout caractère d'une représentation d'un groupe fini est une fonction centrale sur ce groupe.

## Propriétés

### Propriétés élémentaires
Pour tout corps K et tout ensemble X, KX désigne l'espace vectoriel des applications de X dans K. Lorsque X est fini, la base canonique de cet espace est la famille (δx)x∈X, où δx(y) vaut 1 pour y = x et vaut 0 pour les autres y ∈ X.
Dans KG, que G soit fini ou pas,
l'ensemble des fonctions centrales sur G à valeurs dans K est un sous-espace vectoriel naturellement isomorphe à KC, où C désigne l'ensemble des classes de conjugaison de G.
Lorsque G est fini, la base canonique de ce sous-espace est donc la famille (1c)c∈C des fonctions indicatrices des classes de conjugaison, et sa dimension est le nombre h de ces classes. L'indicatrice d'une classe de conjugaison c se décompose dans la base canonique de KG en : 1c = ∑s∈cδs.

### Fonctions centrales et caractères
Si la caractéristique de K ne divise pas g (autrement dit : si g est inversible dans K), le théorème de Maschke assure que dans une représentation de G, toute sous-représentation est facteur direct, ce qui permet de démontrer que toute représentation de G est somme directe de représentations irréductibles.
On montre alors, sous l'hypothèse supplémentaire que le polynôme Xg - 1 est scindé sur K (ou même seulement le polynôme Xe – 1, où e désigne l'exposant de G) :
- Soient (S,ρ) une K-représentation irréductible de degré n et de caractère χ, et f une fonction centrale à valeurs dans K. Alors, l'endomorphisme ρf de S défini par{\displaystyle \rho _{f}=\sum _{s\in G}f(s)\rho _{s}}est l'homothétie de rapport{\displaystyle {\frac {1}{n}}\sum _{s\in G}f(s)\chi (s)}.

(La division par n a bien un sens dans cet énoncé, car n est un diviseur de g, qui a été supposé inversible dans K.)

On en déduit que pour la forme bilinéaire symétrique non dégénérée sur KG définie par
- les caractères irréductibles forment une base orthonormée du sous-espace des fonctions centrales[1].

Il en résulte (en considérant la dimension de ce sous-espace) :
- Le nombre de caractères irréductibles est égal au nombre h de classes de conjugaison du groupe.

Le groupe n'a donc sur K (à équivalence près) que h représentations irréductibles ρ1, … , ρh, dont les caractères χ1, … , χh forment une base de l'espace des fonctions centrales.
Une conséquence fondamentale est :
- Si K est de caractéristique nulle alors deux représentations ayant même caractère sont équivalentes.

En effet, toute représentation (à équivalence près) ρ = ⊕niρi est alors entièrement déterminée par son caractère χ = ∑niχi.
Du fait que les χi forment une base orthonormée, on déduit aussi :
- Si n(s) désigne le nombre de conjugués d'un élément s de G et si t est un élément de G non conjugué à s, alors :

Remarque

Lorsque K est un sous-corps de ℂ, il est courant, au lieu de la forme bilinéaire symétrique ci-dessus, d'utiliser sur KG un produit hermitien :
Si f2 est un caractère, ou plus généralement si, pour tout élément s du groupe, f2(s-1) est égal à f2(s) (le conjugué de f2(s)), alors (f1|f2) = ⟨f1|f2⟩. Par conséquent, les caractères irréductibles forment aussi, pour ce produit hermitien, une base orthonormée de l'espace des fonctions centrales.

### Fonctions centrales et algèbre du groupe
La K-algèbre du groupe G, notée K[G], est définie en munissant l'espace vectoriel KG du produit de convolution ∗, décrit par :
Les fonctions centrales de G dans K sont alors caractérisées par  :
- Le centre de l'anneau unitaire K[G] coïncide avec le sous-espace des fonctions centrales.

En effet, une fonction f = ∑t∈Gf(t)δt appartient au centre si et seulement si elle commute avec tous les δs, ce qui équivaut à la condition que f soit centrale, puisque (δs−1∗f∗δs)(t) = f(sts−1).
Le théorème de Maschke se reformule en disant que si g est inversible dans K, alors tout sous-module d'un K[G]-module est facteur direct, ou plus synthétiquement : que K[G] est semi-simple. Si l'on suppose de plus que K est algébriquement clos alors, d'après le théorème d'Artin-Wedderburn pour les K-algèbres semi-simples de dimension finie, K[G] est somme directe d'algèbres d'endomorphismes de certains K-espaces vectoriels. Plus précisément, si (Si) où i varie de 1 à h est une famille maximale d'espaces irréductibles non isomorphes deux à deux, alors :
Le centre de K[G] est donc isomorphe à Kh, et on retrouve les homothéties de la section précédente.